# 波森 (伊利諾伊州華盛頓縣)
波森（英語：Posen）是位於美國伊利諾伊州華盛頓縣的一個非建制地區。該地的面積和人口皆未知。

## 地理
波森的座標為38°15′30″N 89°20′08″W / 38.25833°N 89.33556°W，而該地的平均海拔高度為149米（即489英尺）。